# スヴェトラーナ・ニコラエワ
スヴェトラーナ・ニコラエワ（ロシア語: Светлана Николаева, ラテン文字転写: Svetlana Nikolaeva, 1984年3月9日 - ）は、ロシア出身の女性フィギュアスケート選手。パートナーはパーヴェル・レベデフとアレクセイ・ソコロフ。

## 経歴
ロシアのサンクトペテルブルクに生まれ、6歳ころにスケートを始めた。初期にアレクセイ・ソコロフとペアを結成し、1997-1998年シーズンに創設されたばかりのISUジュニアシリーズ（現在のISUジュニアグランプリ）に参戦した。ジュニアシリーズの初戦となったJGPサン・ジェルヴェでいきなり優勝し、2戦目のJGPブラオエン・シュベルター杯では3位、同シーズンの世界ジュニア選手権では2位となるなど頭角を現した。翌1998-1999年シーズン、ジュニアグランプリで表彰台に乗ったものの優勝はなく、2度目の出場となった世界ジュニア選手権でもメダルを逃す。同シーズン終了後にアレクセイ・ソコロフとのペアを解消し、新たにパーヴェル・レベデフとのペアを結成した。
1999-2000年シーズンはレベデフとのペアを組んだばかりで国内大会へ参加するのみにとどまったが、2000-2001年シーズンより再びISUジュニアグランプリに参戦。JGPサン・ジェルヴェおよびJGPブラオエン・シュベルター杯で2戦連続で2位となりJGPファイナルへも出場を果たしたが、世界ジュニア選手権では7位に終わった。このシーズンをもってパーヴェル・レベデフとのペアを解消した。

## 主な戦績
- 1998-99までアレクセイ・ソコロフとのペア
- 1999-00以降はパーヴェル・レベデフとのペア

| 大会/年                       | 1997-98 | 1998-99 | 1999-00 | 2000-01 |
| ----------------------------- | ------- | ------- | ------- | ------- |
| 世界Jr.選手権                 | 2       | 6       |         | 7       |
| JGPファイナル                 | 5       | 5       |         | 4       |
| JGPSNPバンスカー              |         | 3       |         |         |
| JGPハンガリー                 |         | 2       |         |         |
| JGPブラオエン・シュベルター杯 | 3       |         |         | 2       |
| JGPサン・ジェルヴェ           | 1       |         |         | 2       |